# Аянгати
Аяннати — сільське поселення (сумон) Барун-Хемчицького кожууна Республіки Тива Російської Федерації.

## Населення
| Рік    | 2011 | 2012 | 2013 | 2014 | 2015 |
| ------ | ---- | ---- | ---- | ---- | ---- |
| Насел. | 539  | 520  | 3293 | 505  | 504  |